# 感動共有!
「感動共有!」（かんどうきょうゆう!）は、T-Pistonz+KMCの12枚目のシングル。2012年7月4日にFRAMEから発売された。 
品番は初回生産限定盤がPKCF-1082、通常盤がPKCF-1083。

## 概要
『イナズマイレブンGO クロノ・ストーン』のアナザーオープニングテーマとして2話目から18話目まで隔週でオンエアされた。
初回生産限定盤には特典として、前作「情熱で胸アツ!」同様にアニメ『イナズマイレブンGO クロノ・ストーン』雷門中ユニフォームシャツ3種（松風天馬・剣城京介・神童拓人の各背番号入り、天馬にはキャプテンマーク付き。サイズ160cm）のうち1種がランダムで封入される。

## 収録曲
全曲 作詞 - TPK / 編曲 - 菊谷知樹
1. 感動共有!
  - 作曲 - TPK / ブラスアレンジ - 竹上良成
  - テレビ東京系列アニメ『イナズマイレブンGO クロノ・ストーン』OPテーマ（第2話 - 第18話 隔週でオンエア）
2. 突き抜けろっ!
  - 作曲 - 山崎徹&KMC
3. 感動共有!（オリジナル・カラオケ）
4. 突き抜けろっ!（オリジナル・カラオケ）

## 発売記念イベント
シングル発売を記念し、各地で発売記念イベントが行われた。

リリース日の近い「情熱で胸アツ!」との共通イベントとなる。

## エピソード
- 『イナズマイレブンGO クロノ・ストーン』OP候補曲としてレベルファイブ社長日野晃博のもとに『情熱で胸アツ!』と『感動共有!』が提案されたが、日野が2曲とも気に入ったため、共に隔週でOPテーマとしてオンエアされることとなった。[1]